# ナチュラルヘルパー細胞
ナチュラルヘルパー細胞（Natural helper cell）は、2型自然リンパ球の一つである。2010年に茂呂らにより腸間膜の脂肪組織中から発見された。IL-33やIL2+ILK-25の刺激に応答して増殖し、IL5、IL6、IL13等のTh2系サイトカインを大量に分泌する。抗原特異的な受容体を持たず、抗原非特異的な免疫応答を引き起こす。寄生虫感染においては、IL-13の産生により杯細胞の過形成を誘導し、粘液分泌亢進により寄生虫の体外への排出を促進する。
類似の細胞に、nuocyte、自然2型ヘルパー細胞（Ih2細胞）、多能性前駆細胞2型（MPPtype2）がある。